# برج القصيرة
برج القَصِيرَة أو برج لُوبُوف أو برج بُورقِيبَة هو برج عسكري في قلب الصحراء التونسية، تحديداً في العرق الشرقي الكبير، على بعد 50 كم جنوب غرب قرية رمادة و60 كم من الحدود الليبية، قرب بئر اسمها بئر القصيرة. ترتفع درجة الحرارة في المنطقة المحيطة بالبرج بدايةً من أوائل شهر ماي، ويتراوح معدلها خلال الصيف بين 45°م و48°م.
أُنشئ هذا البرج عام 1916 باسم «المعسكر الصحراوي ببئر القصيرة» (بالفرنسية: Poste Saharien de Bir Kecira)‏، ثم أطلقت عليه السلطات الفرنسية، بعد 6 سنوات، اسم «برج لوبوف» (بالفرنسية: Bordj Lebœuf)‏، تخليداً لذكرى رئيس مكتب الشؤون الأهلية بتونس، المقدم هنري لوبوف (Henri Le Bœuf)، الذي مات عطشاً قربه إثر تحطم الطائرة التي كان يركبها مع قائدها، الملازم الثاني جوزيف جيني دي شاتناي (Joseph Genet de Chatenay)، عند عودتهما من مهمة قتالية ضد المجاهدين قرب الحدود الطرابلسية، بجهات نالوت، إذ أصيبت الطائرة بخلل فسقطت في الرمال. عُثر على جثة المقدم لوبوف في جانفي 1918 وبعد عام على جثة الملازم الثاني دي شاتناي، على بعد عشرات الكيلومترات من حطام الطائرة.
يُعتبر برج لوبوف رمز الإبعاد والقهر الاستعماري، والصمود الوطني أيضا، إذ كان معتقلاً المناضلين التونسيين. كان المناضل كاظم بوحافة أول من أبعد إلى البرج وذلك بأمر 3 سبتمبر 1934، ثم انضم إليه محيي الدين القليبي بأمر 2 جانفي 1935، كما نقل إليه العديد من المبعدين في 2 أفريل 1935، الذين ظلوا هناك نحو سنة. وقد نظم هؤلاء حملات مكثفة لغلقه بعد إطلاق سراحهم. وإن كانوا قد نجحوا في مسعاهم ذلك وقتها، إلا أن السلطات العسكرية أعادت فتحه من جديد لاستقبال 53 مبعداً في جانفي 1952. ورغم إغلاقه في أوائل جانفي 1953، إلا أنه ظل يستقبل عدداً محدوداً من المبعدين الذين تسلط عليهم عقوبات تأديبية.
بعد اعتقاله في 3 سبتمبر 1934 نُفي الحبيب بورقيبة إلى الجنوب التونسي، ومن هناك إلى برج لوبوف الذي بقي فيه إلى غاية 23 ماي 1936. نسب البرج إلى الرئيس الحبيب بورقيبة بعد استقلال تونس.